# NGC 4582
NGC 4582 este o galaxie situată în constelația Fecioara. A fost descoperită în 3 mai 1859 de către .